# Héctor Alterio
Héctor Benjamin Alterio Onorato (Buenos Aires, 21 de setembro de 1929) é um ator argentino de cinema e teatro.

## Carreira
Participou de vários dos melhores filmes do cinema de seu país, como La Patagonia rebelde (1974), El santo de la espada (1969), Los chicos de la guerra (1984), Camila (1984), La historia oficial (1985, vencedor do Óscar de melhor filme estrangeiro em 1986), Plata quemada (2000) e El hijo de la novia (2001).
A partir de 1975, atuou em inúmeras produções espanholas, entre elas A un dios desconocido (1977), El nido (1980) e Don Juan en los infiernos (1991). Atuou também em Flesh & Blood (1985), dirigido por Paul Verhoeven.